# 腹前核
腹前核（ventral anterior nucleus，縮寫VA）是視丘的一個核團。腹前核與腹外側核前部共同調整來自基底核的信號。

## 傳導
腹前核接收來自基底核的訊號，其主要传入神经纤维來自蒼白球，傳出神經纖維將信息傳遞到前运动皮层以進行運動。

## 功能
腹前核藉由對基底核傳出的訊號作出反應，控制運動行為。

## 外加圖片

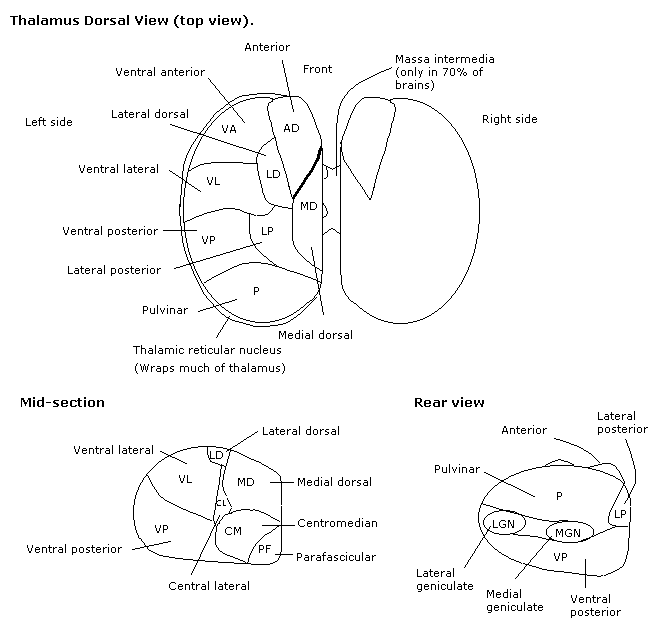
視丘核圖
視丘區域圖